# Franz Burdina von Löwenkampf
Franz Burdina von Löwenkampf (Moravia, 1805 – Verona, 3 luglio 1859) è stato un generale austriaco.

## Biografia
Nato in Moravia, entrò ancora giovane nell'accademia militare di Wiener Neustadt, uscendone nell'ottobre del 1824 col grado di sottotenente e venendo affidato al 5º battaglione cacciatori. Nel giugno del 1832, venne promosso tenente ed inserito nello stato maggiore, venendo poco dopo promosso ulteriormente a capitano nel medesimo reggimento cacciatori. In questo periodo divenne inviato militare in Svizzera dove ebbe modo di studiare le tecniche militari dell'esercito elvetico, come pure dal 1838 al 1839 fu in Ungheria per il medesimo motivo.
Nell'aprile del 1848 venne spostato al 32º fanteria e dal febbraio del 1849 fu tenente colonnello e poi aiutante di campo generale della 1ª armata a Vienna. In questo periodo combatté la prima guerra d'indipendenza italiana nelle battaglie di Valeggio (9 aprile 1848), Santa Lucia, Curtatone, Goito, Vicenza, Sommacampagna, Custoza e San Martino, poi Busiasco, Milano e Novara. Si distinse in particolare nello scontro di Santa Lucia ed in quello di Milano. Per il valore dimostrato nella battaglia di Novara ottenne la croce di cavaliere dell'Ordine imperiale di Leopoldo. Per i meriti acquisiti sul campo venne promosso colonnello, poco dopo venne promosso maggiore generale e brigadiere generale ed affidato al 1º corpo d'armata in Boemia.
Prese quindi parte alla seconda guerra d'indipendenza italiana con la sua brigata e combatté nella battaglia di Magenta, ottenendo la croce di commendatore dell'Ordine di Leopoldo ed anche quella dell'Ordine della Corona ferrea, decorazioni che però ricevette postume dal momento che morì a Verona il 3 luglio 1859 a seguito delle ferite riportate nello scontro di Magenta.